# Club Deportivo Municipal Mejillones
El Club Deportivo Municipal Mejillones es un club de fútbol de Chile, con sede en la ciudad de Mejillones, Región de Antofagasta. Fue fundado el 7 de abril de 2005, y compite actualmente en la Tercera División A de Chile.

## Historia
Fue fundado el 7 de abril de 2005, tras la aprobación por el Municipio de Mejillones de un plan de desarrollo del fútbol en la ciudad. En ese entonces era el único club del extremo norte en la tercera categoría del fútbol chileno, y solventa millonarios costos por traslado anualmente.
El equipo fue bautizado con el nombre de Municipal Mejillones, por estar bajo la tutela del Municipio de la comuna. Tras su fundación, el equipo ingresó a la Zona Norte de la Tercera División, en reemplazo del club Cooferro que le cedió su derecho de participación a la naciente institución. En marzo de 2007 se efectuó una ceremonia donde se agradeció a Cooferro por la cesión del cupo. En 2008 Municipal Mejillones logra quedarse con la liguilla por el Ascenso a Tercera División "A", en un dramático partido final donde derrotó a Deportes Tocopilla. 
En 2011 hace uno de sus mejores torneos, llegando al cuadrangular final por el ascenso a Primera División B, pero queda último en esta fase, detrás de Iberia, Fernández Vial y Barnechea, este último que se titularía como campeón y ascendido.
En 2012 la dirigencia armó un plantel competitivo con el objetivo de subir a Segunda División, pero ni siquiera logra pasar a 2.ª ronda, quedándose en la liguilla por la permanencia donde logra su objetivo permaneciendo en Tercera División.
En 2013, se realizan gestiones para que el bombardero postule a Segunda División Profesional las cuales solo fructifican para ser parte de la misma desde agosto de 2014 para la temporada 2014/15 de la Segunda División, previa presentación del cuaderno de cargos, momentáneamente se mantendrá en Tercera División A en calidad de invitado.
El sábado 30 de agosto de 2014 debuta oficialmente en el fútbol profesional chileno el club Municipal Mejillones, en un partido disputado en la ciudad de Los Andes frente al club Trasandino, estrenándose con una derrota por 3 goles a 1. Su primer triunfo en el profesionalismo fue ante Deportes Valdivia, el sábado 11 de octubre de 2014, el cual fue disputado en el Estadio Municipal de Mejillones válido por la sexta fecha del Torneo de Segunda División 2014-2015. Finalmente Mejillones termina su primer año en el profesionalismo con una regular campaña posicionándose en el 11° lugar de la tabla general, salvándose del descenso a Tercera División. 
En junio de 2016 después de un fallo de ANFP tras el último partido jugado en el Estadio Municipal de Mejillones, el cual gana el club local, ANFP informa que el DT Jaime Carreño se encuentra castigado y dirige desde la banca el último encuentro contra Deportes Melipilla, lo que le cuesta al club el descenso a Tercera División tras el reclamo de Colchagua. Municipal Mejillones es relegado a tercera división y Colchagua mantiene la categoría tras hacer perder 3 valiosos puntos a los del megapuerto por secretaría.
En diciembre de 2016 la dirigencia de Municipal Mejillones presentó su postulación para el torneo de Tercera A 2017, siendo acogida la solicitud para jugar el campeonato.
Para el año 2024, el club volvió a participar en la Copa Chile y en esta ocasión enfrentaron a Deportes Copiapó por los dieciseisavos de final de la Zona Norte. La llave se disputó a partido único y el Megapuerto hizo de local en su estadio, perdiendo el encuentro por 0-4 y quedando fuera de la copa.

## Uniforme
- Uniforme titular: Camiseta celeste con cuello negro, pantalón blanco, medias celeste.
- Uniforme alternativo: Camiseta roja, pantalón blanco y medias negras con franja roja.

### Uniforme titular
| 2013 | 2015 |

### Uniforme alternativo
|  |

### Indumentaria
| Período     | Proveedor |
| ----------- | --------- |
| 2014 - 2017 | Dalponte  |
| 2017 - 2018 | One Fit   |
| 2018 - 2019 | JCQ       |
| 2020 -      | Veisport  |

| Período       | Auspiciador      |
| ------------- | ---------------- |
| 2013-2014     | Minera Escondida |
| 2014-2017     | Corpesca         |
| 2017-2018     | Minera Escondida |
| 2018-presente | Corpesca         |

## Estadio
El Estadio Municipal Rolando Cortés Dubó pertenece al municipio de la localidad. Su superficie es de pasto sintético, tiene una caseta de trasmisión, marcador electrónico, asientos individuales para mayor comodidad y cuenta con iluminación. Cuenta además con dos tribunas del largo de un costado de la cancha, y su capacidad aproximada es de 1.500 personas. En él hace de local el club Municipal Mejillones que milita en la Tercera División A de Chile.

## Datos del club
- Temporadas en Segunda División Profesional: 2 (2014/15 - 2015/16)
- Temporadas en Tercera División A: 15 (2007-2013, 2017-2019, 2021-)
- Participaciones en Copa Chile: (2) (2008-09,2009)

## Jugadores

### Altas 2024
| Jugador      | Posición | Procedencia  | Tipo |
| ------------ | -------- | ------------ | ---- |
| Bandera de ? |          | Bandera de ? |      |

### Bajas 2024
| Jugador      | Posición | Destino      | Tipo |
| ------------ | -------- | ------------ | ---- |
| Bandera de ? |          | Bandera de ? |      |

## Entrenadores

### Cronología
| - Jaime Carreño (2009-2013) - Juan Cepeda (2014) - Ramón Climent (2015) - Jaime Carreño (2015-2016) - Juan Cepeda (2017) - Carlos Rojas (2017-) |